# Єльський коледж
Єльський коледж є студентським коледжем Єльського університету . Заснований в 1701 році, це оригінальна школа університету. Хоча інші школи Єльського університету були створені ще в 1810 році, все з Єльського університету було офіційно відоме як Єльський коледж до 1887 року , коли його школи були конфедерірованнимі і інститут був перейменований в Єльському університеті. Він вважається одним з найкращих коледжів у Сполучених Штатах.     
Спочатку створений для підготовки служителів конгрегації, коледж почав викладати гуманітарні та природничі науки наприкінці 18 століття. Тоді ж учні почали організовувати позашкільні організації: спочатку літературні товариства, а згодом видання, спортивні колективи, співочі гуртки. До середини 19 століття це був найбільший коледж у Сполучених Штатах. У 1847 році до нього приєдналася ще одна студентська школа в Єльському університеті, Шеффілдська наукова школа, яка була включена до складу коледжу в 1956 році. Ці об’єднані навчальні програми стали основою сучасної програми вільних мистецтв, яка вимагає від студентів відвідувати курси з широкого кола предметів, включаючи іноземну мову, композицію, науки та кількісне міркування, на додаток до обрання спеціальності кафедри на другому курсі. рік.
Найбільш відмінною рисою студентського життя є шкільна система коледжів-інтернат, створена в 1932 році за зразком коледжів, що входять до складу англійських університетів . Студенти старшого курсу живуть у цих коледжах після першого курсу, коли більшість із них живуть у Старому кампусі школи.

## Історія

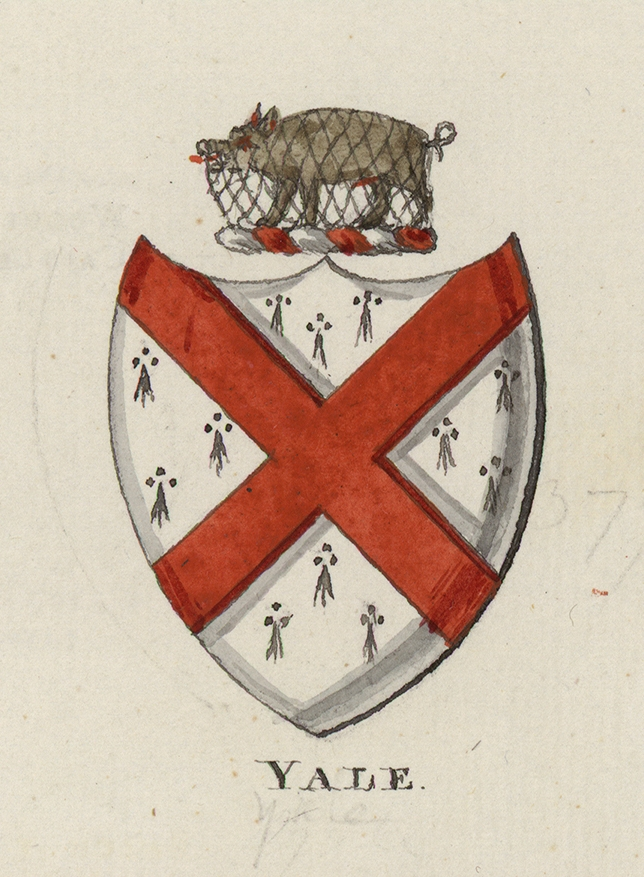
Герб коледжу натхненний гербом Еліху Єльського університету

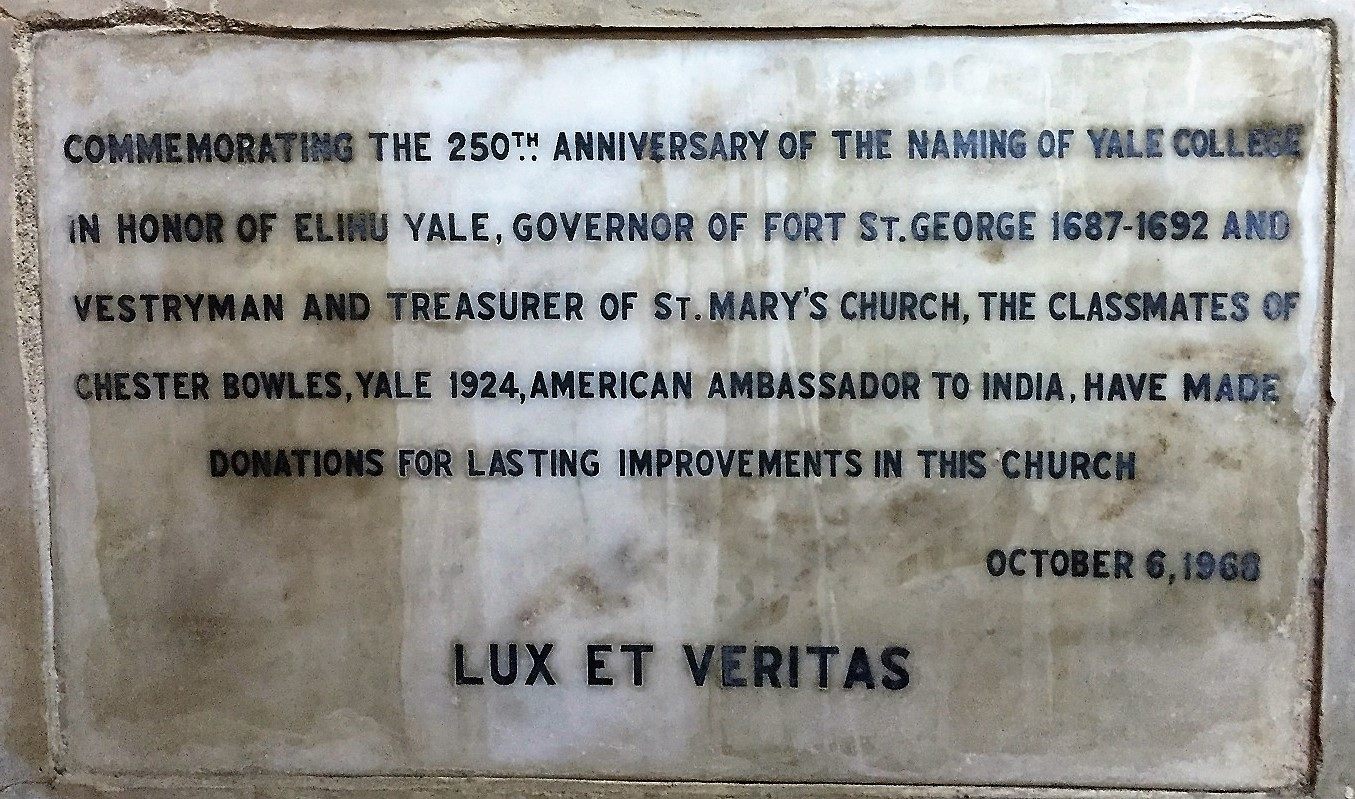
Меморіал Еліху Єль, церква Св. Марії, Мадрас

Університетська школа була заснована в 1701 році згідно з хартією, складеною десятьма служителями конгрегаціоналістів на чолі з Джеймсом Пірпонтом і затвердженою Генеральним судом колонії Коннектикут . Спочатку коледж був розташований у будинку Абрахама Пірсона в Кіллінгворті, штат Коннектикут, але в 1718 році переїхав до Нью-Хейвена і був перейменований на честь Еліха Єль, раннього благодійника, торговця та работорговця. Заснована як школа для підготовки служителів, оригінальна навчальна програма включала лише курсові роботи з теології та священних мов . Хоча перші викладачі, в тому числі Джонатан Едвардс та Еліша Вільямс, підтримували сувору конгрегаційну ортодоксальність, до моменту Американської революції наступні ректори, особливо Езра Стайлз, пом’якшили навчальну програму, включивши гуманітарні дисципліни та обмежену освіту з природничих наук. 
Наукові курси, запроваджені хіміком Бенджаміном Силліманом у 1801 році, зробили коледж раннім центром наукової освіти, навчальний план якого був прищеплений до Шеффілдської наукової школи Єльського університету в 1847 році. Як і в багатьох побратимських закладах Єльського університету, дебати щодо розширеності навчальної програми бакалаврів точилися на початку 19 століття, а такі заяви, як Єльський звіт 1828 року, знову підтверджували консервативну теологічну спадщину та викладачів Єльського університету. Пізніше в цьому столітті Вільям Грем Самнер, перший професор соціології в Сполучених Штатах, запровадив дослідження в галузі соціальних наук. Ці розширювані галузі навчання були інтегровані з аспірантами університету та об’єднані в курс гуманітарної освіти, що передвіщало появу дивізійних спеціальностей у двадцятому столітті.
Послаблення навчальної програми прийшло з розширенням позакласної програми. Студентські літературні товариства виникли ще в 1750 році, співочі групи та студентські видання на початку 1800-х років, братства та таємні товариства в середині дев’ятнадцятого століття, а міжуніверситетська атлетика – наприкінці століття. Участь і лідерство в цих групах були важливим соціальним ознакою і шляхом до введення в престижні старші товариства. Таким чином позанавчальна участь стала центральною в студентському житті та соціальному прогресі, дух, який став зразком для колегіального життя в Сполучених Штатах. 

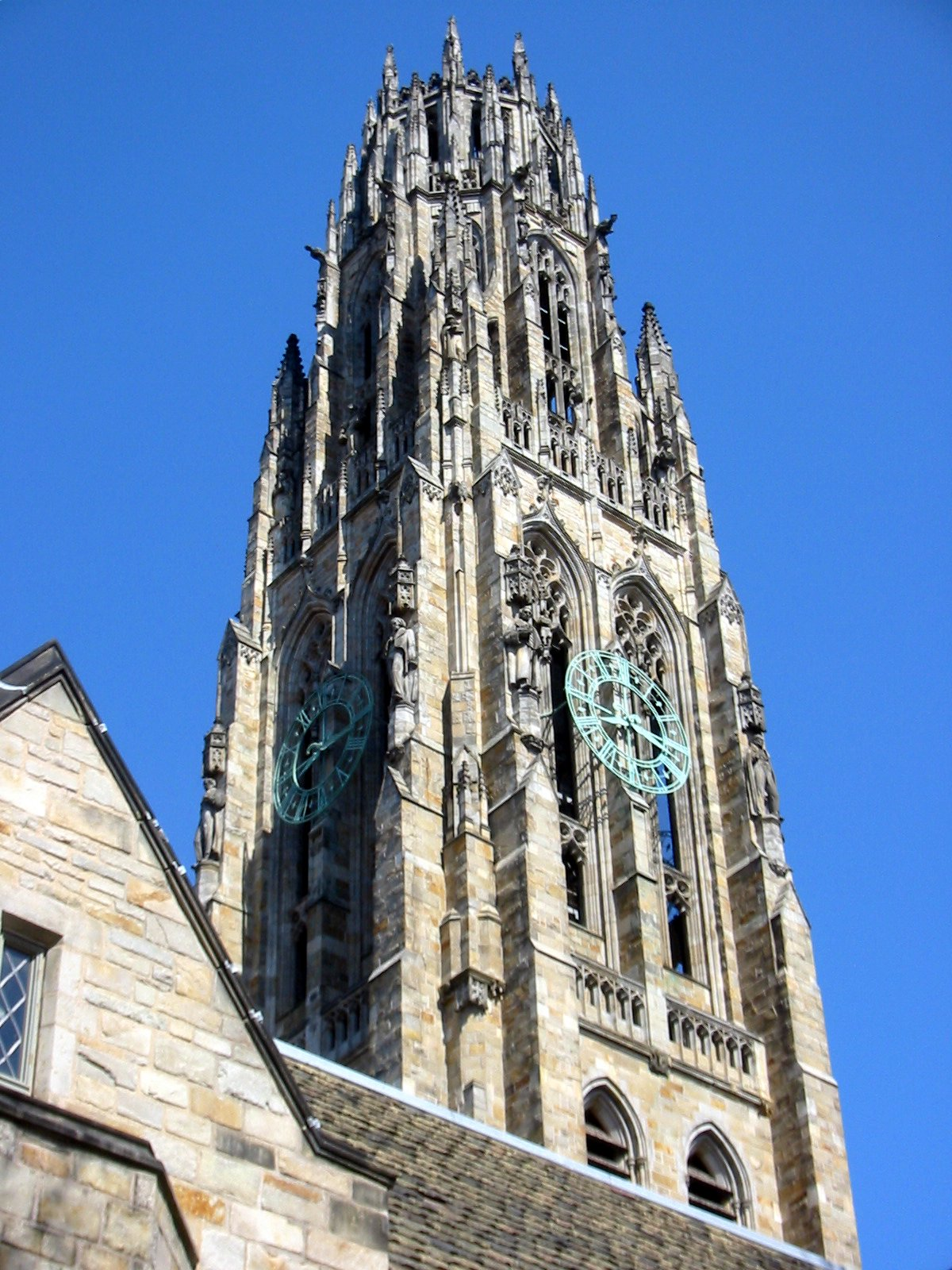
Вежа Харкнесса в Єлі

До 1870 року Єль був найбільшим навчальним закладом в країні.  Зростання числа студентів спричинило значне зростання фізичного кампусу коледжу, найбільше розширення якого відбулося в 1933 році, коли за даром Едварда С. Харкнесса було створено і наділено вісім коледжів -інтернат. Створені за моделлю системи коледжів Оксфордського та Кембриджського університетів, коледжі мали бути соціальними та житловими центрами студентського життя, залишаючи академічні програми під наглядом факультетів університету. До 1940 року було побудовано два додаткові коледжі, а в 1960-х — ще два.

### Допуск і виключення
Більшу частину своєї історії навчання в Єлі майже виключно обмежувалося білими протестантами, часто дітьми випускників. Задокументовані винятки з цієї парадигми включають уродженця Гаваїв Генрі `Ōpūpūkaha`ia, який став учнем президента Єльського університету Тімоті Дуайта в 1809 році, і темношкірого аболіціоніста Джеймса У. К. Пеннінгтона, якому було дозволено перевіряти курси теології в 1837 році  . Мозеса Сімонса, нащадка рабовласницької родини Південної Кароліни, запропонували бути першим євреєм, який закінчив Єльський університет.  Хоча його походження по материнській лінії є спірним, він, можливо, був першою людиною афроамериканського походження, яка закінчила будь-який американський коледж. У 1854 році Юнг Він закінчив коледж і став першим студентом з Китаю, який закінчив американський університет, а в 1857 році Річард Генрі Грін став першим афроамериканцем, який отримав ступінь коледжу. До повторного відкриття етнічного походження Гріна в 2014 році фізик Едвард Буше, який залишився в Єльському університеті, щоб стати першим афроамериканцем, який отримав докторську ступінь, вважався також першим афроамериканцем, який закінчив Єльський коледж.
На початку 20-го століття студентська група була переважно « протестантами з високим статусом, особливо єпископалистами, конгрегаціалистами та пресвітеріанами» — група, пізніше названа WASP . До 1970-х років він був набагато різноманітнішим. 
Зарахування до Єльського університету стало конкурсним лише на початку 20 століття, що вимагало від коледжу налаштувати процес вступу. Ще в 1950-х роках тести та анкети для вступу до коледжу спрацювали, щоб виключити чоловіків-нехристиян, особливо євреїв, а також небілих чоловіків.  До середини 1960-х років ці процеси ставали більш меритократичними, що дозволяло набирати студентів з расовою, економічною та географічною ознаками.   Цей меритократичний перехід спонукав університет запровадити першу в Сполучених Штатах політику невідповідного вступу . Після кількох десятиліть дискусій про спільну освіту Єльський коледж прийняв перший клас жінок у 1969 році .
Останніми роками коледж зосередився на міжнародному наборі, що в чотири рази збільшило частку іноземних студентів, прийнятих у період з 1993 по 2013 роки  .

## Організація

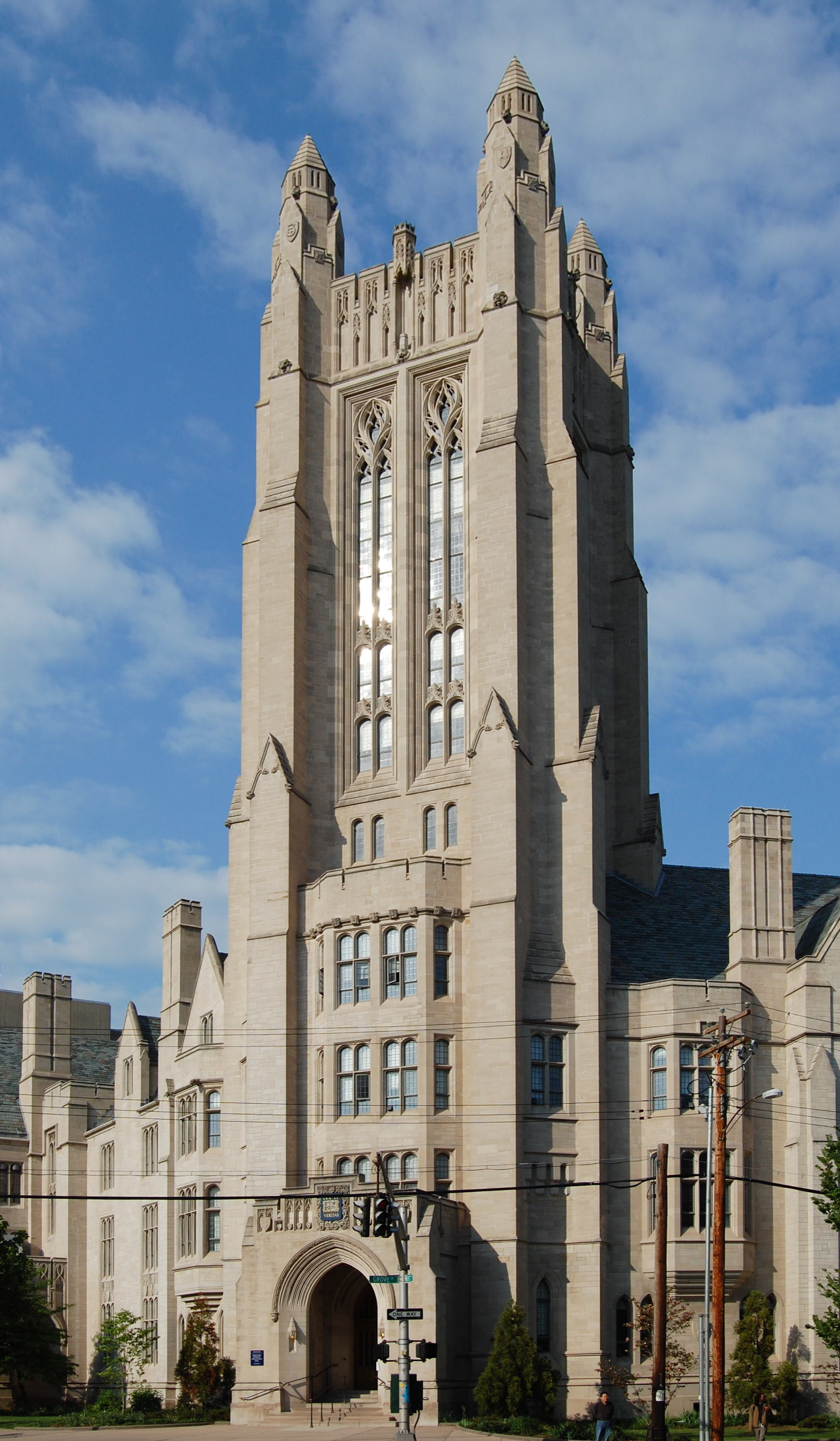
Шеффілд-Стерлінг-Страткона Хол, головна адміністративна будівля Єльського коледжу

Єльський коледж є складовою школою Єльського університету і містить залежну систему коледжів-інтернатів . Його виконавчим директором є декан Єльського коледжу, якого призначає корпорація Єльського університету на п’ятирічний термін. Декан контролює навчальний план бакалаврів, позааудиторну роботу та дисципліну студентів, але не має прямого контролю за інтернатними коледжами. Зараз цю посаду обіймає Марвін Чун, професор нейронауки .
Усі викладачі коледжу є членами Єльського факультету мистецтв і наук і, таким чином, спільно пов’язані з Вищою школою мистецтв і наук . Постійні члени факультету мистецтв і наук складають Раду постійних службовців, які керують навчальним планом та програмами школи. Більшість курсів бакалавра та спеціальностей пропонуються в компетенції академічних кафедр, відділів факультету мистецтв і наук, які пропонують навчальні програми для бакалаврів та магістратур. 
Коледжі-інтернати, які фінансуються та контролюються університетом, мають окреме управління та обмежене самоврядування. Керівники коледжів (до 2006 року вони називалися магістрами ), як правило, штатні викладачі, призначаються на п’ятирічні терміни, які поновлюються, корпорацією Єльського університету для нагляду за справами. Декани коледжів-інтернатів відповідають за академічний нагляд студентів. Питання, що стосуються кількох коледжів, регулюються Радою керівників коледжів, до складу якої входять керівники чотирнадцяти коледжів.

## Інтернатні коледжі
Найбільш відмінною рисою студентського життя Єльського коледжу є система коледжу-інтерната.  Система була створена в 1933 році завдяки подарунку випускника Єльського університету Едварда С. Харкнесса, який захоплювався системами коледжів Оксфордського та Кембриджського університетів . Кожен коледж складається з будинків гуртожитків, що оточують закритий внутрішній дворик, і має їдальню, бібліотеку та студентські приміщення, від друкарні до фотолабораторій. Кожен з них очолює керівник коледжу, викладач факультету, який є його головним адміністратором, і декан, який контролює академічні справи студентів. Викладачі університету та відомі філії пов’язані з коледжами як стипендіати. На відміну від своїх англійських попередників, коледжі не адмініструють академічні програми чи курси навчання, але вони спонсорують академічні семінари, які виходять за рамки звичайної відомчої структури університету
Подарунок Харкнесса побудував і наділив вісім коледжів, завершених з 1932 по 1934 рік. Додаткові коледжі були відкриті в 1935 ( Коледж Тімоті Дуайта ), 1940 ( Коледж Сіллімана ), 1962 ( Коледж Морзе та Коледж Езри Стайлза ) і 2017 ( Коледж Паулі Мюррея та Коледж Бенджаміна Франкліна ), довівши сучасне число до чотирнадцяти. Перші десять коледжів були розроблені в стилях колегіальної готики та грузинського відродження. Два коледжі, побудовані в 1960-х роках, є модерністськими. У 2007 році Єльський університет оголосив про будівництво двох додаткових житлових коледжів Collegiate Gothic поблизу Сайенс Хілла, який відкрився в 2017 році.

### Коледжі-інтернати
Коледжі-інтернати названі на честь важливих фігур або місць в історії університету або видатних випускників; вони свідомо не названі на честь благодійників.

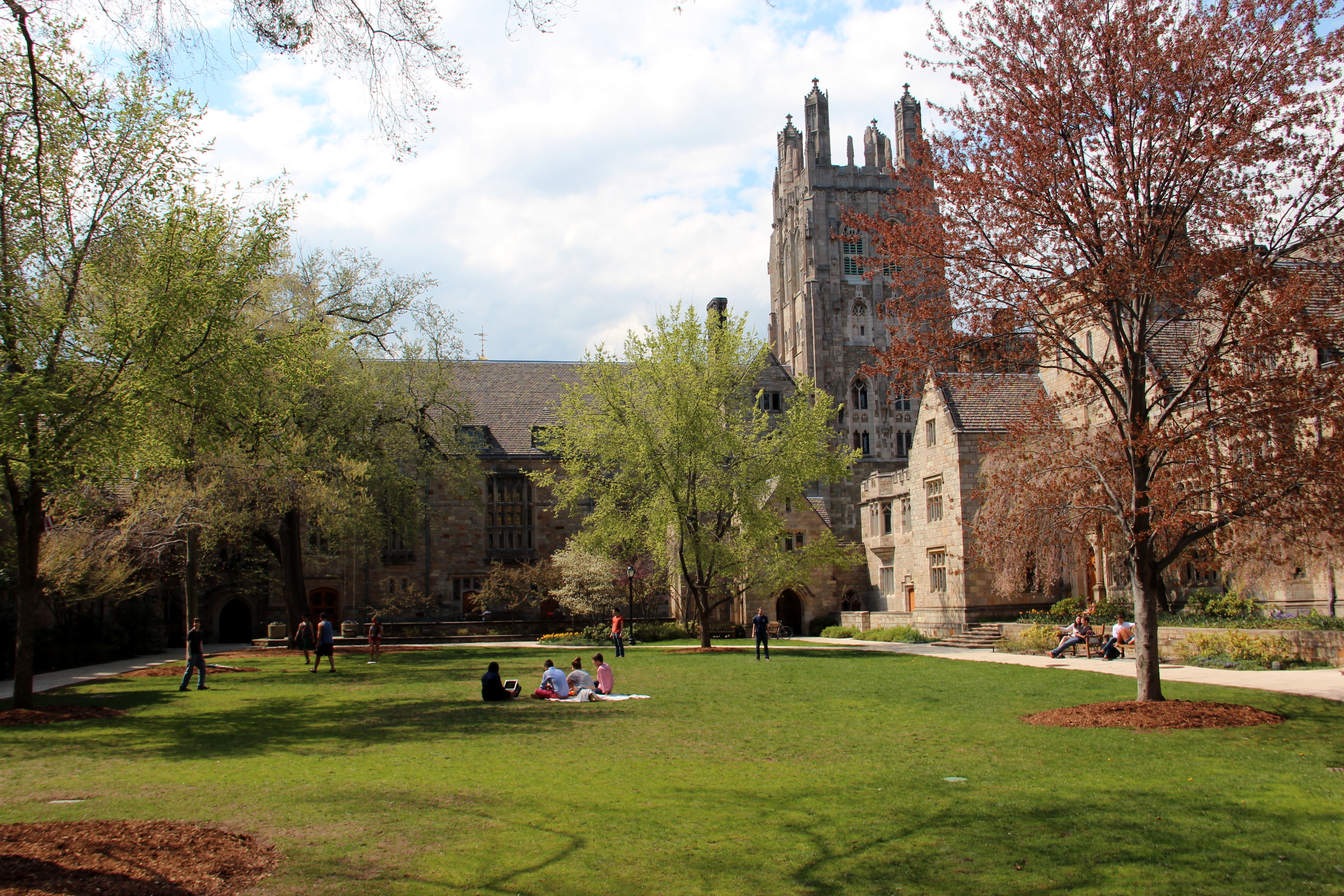
Студенти на дозвіллі в Branford College

1. Коледж Бенджаміна Франкліна – названий на честь батька-засновника Бенджаміна Франкліна .
2. Коледж Берклі — названий на честь Джорджа Берклі (1685–1753), раннього благодійника Єльського університету.
3. Бренфордський коледж – названий на честь міста Бренфорд, штат Коннектикут, в якому був заснований Єль.
4. Коледж Давенпорта – названий на честь Джона Девенпорта, засновника Нью-Хейвена. Часто називають «D'port».
5. Коледж Езри Стайлза – названий на честь Езри Стайлза, президента Єльського університету. Дизайнер Ееро Саарінен.
6. Коледж Джонатана Едвардса – названий на честь теолога та співзасновника Прінстонського університету Джонатана Едвардса .
7. Коледж Грейс Хоппер – названий на честь адмірала Грейс Мюррей Хоппер, доктора філософії Єльського університету. і піонер комп'ютера. До 2017 року цей коледж носив ім’я Джона К. Калхауна, віце-президента Сполучених Штатів. Найменший коледж.
8. Коледж Морзе — названий на честь Семюеля Морзе, винахідника азбуки Морзе . Також розроблений Ееро Сааріненом .
9. Коледж Паулі Мюррея – названий на честь захисника громадянських прав, вченого-правника та релігійного піонера Паулі Мюррея .
10. Коледж Пірсон – названий на честь першого ректора Єльського університету Абрахама Пірсона .
11. Коледж Сейбрук – названий на честь Старого Сейбрука, штат Коннектикут, де короткочасно знаходився Єль.
12. Коледж Силлімана – названий на честь відомого вченого і професора Єльського університету Бенджаміна Силлімана . Близько половини його структур спочатку входили до Шеффілдської наукової школи .
13. Коледж Тімоті Дуайта – названий на честь двох президентів Єльського університету, Тімоті Дуайта IV і Тімоті Дуайта V. Зазвичай називається "TD"
14. Коледж Трамбулла — названий на честь Джонатана Трамбула, губернатора Коннектикуту 18-го століття.

## Студентські організації

### Співочі колективи
Єльський коледж називають «епіцентром коледжського співу» як за його довгу історію співочих груп, так і за його центральну роль у створенні колегіальної акапели в Сполучених Штатах. Найдавніша хорова група, Товариство Бетховена, датується 1812 роком і виникла в середині дев’ятнадцятого століття як Єльський клуб Glee. Хоча клуби веселощів по всій країні з того часу породили невеликі колегіальні ансамблі, Whiffenpoofs, утворені в 1909 році, тільки старші курси, виключно чоловіки, часто вважаються найстарішим колегіальним товариством а капела в Сполучених Штатах.   Оформивши стиль, започаткований групами темношкірих перукарень у Нью-Хейвені, їхній репертуар розширився завдяки заснування подібних груп по всій країні. Спільне навчання в 1969 році зробило можливим жіночі та змішані групи. Загалом зараз у Єльському коледжі є щонайменше вісімнадцять студентських груп акапела, починаючи від слов’янського хору і закінчуючи християнською акапелою. 

### Публікації
Студентські публікації в Єльському університеті датуються 1806 роком, але найдавніший з тих, що все ще друкувався, Єльський літературний журнал, був заснований у 1836 році і вважається найстарішим літературним оглядом у Сполучених Штатах.   Публікації для студентів, як-от Yale Banner, щорічник, і The Yale Record, гумористичний журнал, наслідували його приклад, часто приблизно в той самий час, подібні видання були створені в Гарварді та Прінстоні.  Єльська газета Daily News, заснована в 1878 році, була відносно запізнілою, але стала флагманським щоденним і продовжує публікувати кожен будній день академічного семестру бакалавра. До цих публікацій приєдналися багато дебютів 20-го століття, зокрема The Yale Herald і The New Journal .

### Таємні товариства

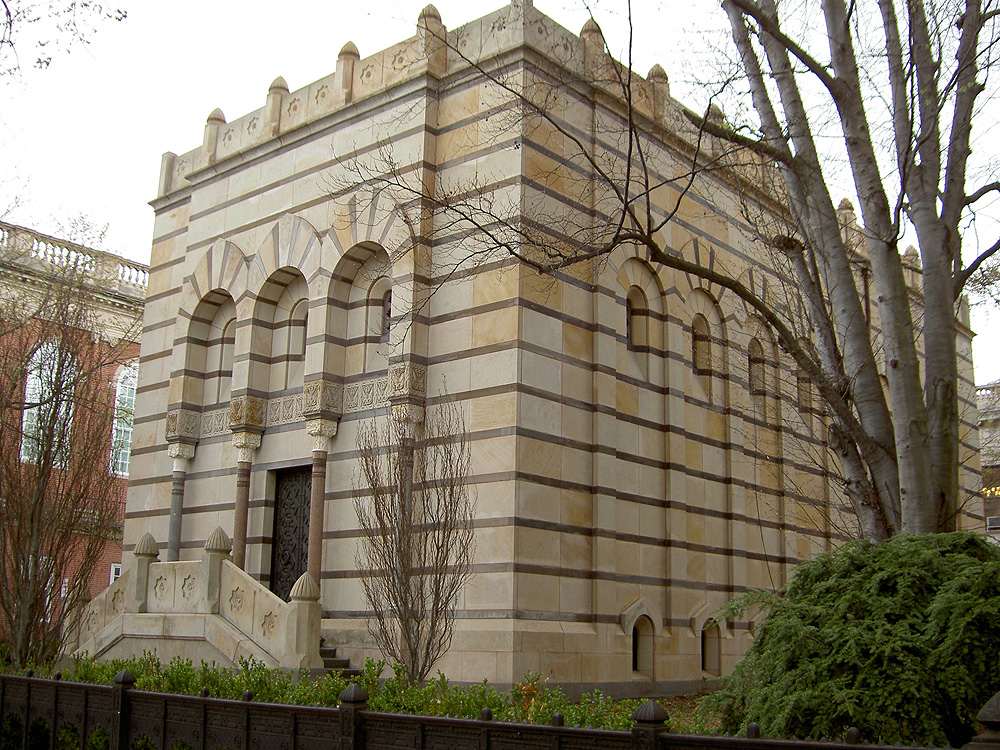
Мавританська «Могила» сувій і ключ, одне з найбагатших старших товариств коледжу

У 1832 році розрив через індукцію Phi Beta Kappa між двома дискусійними товариствами коледжу, Linonia та Brothers in Unity, змусив старших заснувати перше таємне товариство в університеті « Череп і кістки ».  «Череп і кістки» вибирали молодших людей для вступу в них як старших, цей ритуал пізніше був прийнятий усіма старшими товариствами студентів. Відтоді в Єльському університеті поширилися товариства старших класів, за останніми оцінками, 41 існуюче товариство та членство старших класів становило від десяти до п’ятдесяти відсотків кожного класу.    Хоча колись ретельно охоронялися, «секретність» цих старших товариств викликає сумніви; їх існування широко відоме, і списки членів для більшості публікуються щорічно. Десять сучасних суспільств — « Череп і кістки », « Свій і ключ », « Книга і змія », «Вовча голова», « Елігу », « Берцеліус », « Св. Ельмо », « Рукопис », « Шабтай » і « Булава та ланцюг » — мають приватні будівлі поблизу кампусу; багато інших товариств мають фіксовану кімнату для зборів на території кампусу, де вони збираються двічі на тиждень.  Деякі з найстаріших громадських будівель закриті та без вікон; члени називають їх «гробницями».
Їхня діяльність змінювалася з часом і в різних суспільствах, але більшість товариств збираються для обідів, обговорень, випивки та довгого розкриття історії життя членів. Незважаючи на тривалу історію соціального відчуження, зокрема євреїв і жінок, багато з цих суспільств за останні кілька десятиліть віддали перевагу різноманітності членства. Напівсекретність і впливове членство в старших товариствах Єльського університету викликали широкий інтерес і пильну увагу, особливо коли обидва кандидати в президенти США 2004 року були членами «Черепа та кісток».   

## У масовій культурі
- Дія роману Мері Хендерсон Істман «Хатина тітки Філліс» проти Тома частково відбувається в Єльському коледжі 1850-х років.
- В американському серіалі «Дівчата Гілмор» Рорі Гілмор навчається в Єльському коледжі, вибираючи його замість Гарварда.